# Loni Love
Loni Love (Detroit, 14 de julho de 1971) é uma comediante americana, apresentadora de televisão, atriz, autora e ex-engenheira elétrica. Enquanto trabalhava como engenheira elétrica no início dos anos 2000, ela mudou para engenharia musical, até mais tarde lançar uma carreira na comédia stand-up . Em 2003 foi a segunda colocada no talent show Star Search e entrou na lista "Top 10 Comics to Watch" da Variety e Comedy Central em 2009. É uma das co-apresentadoras do talk show diurno The Real, que estreou em 15 de julho de 2013.

## Vida e carreira
Love nasceu em Detroit, Michigan, e cresceu no Brewster-Douglass Housing Projects, um projeto de habitação social. Antes de sua carreira como comediante, foi engenheira elétrica, uma experiência da qual ela fala em muitos de seus atos. Depois de se formar na Cass Technical High School em 1989, trabalhou por um tempo na linha de montagem da General Motors colocando portas em veículos Oldsmobile Cutlasses 1993, trabalho que despertou seu interesse em engenharia elétrica. Love então recebeu seu diploma de bacharel em engenharia elétrica pela Prairie View A&M University, no Texas. Em Prairie View, se formou em música e também foi membro do capítulo Eta Beta da Delta Sigma Theta, que realiza a prestação de serviço público com ênfase em programas que auxiliam a comunidade afro-americana. Foi lá em que descobriu a comédia stand-up depois de ganhar uma competição de US$50 e começou a se apresentar com frequência durante a sua vida universitária.
Depois de encontrar trabalho como engenheira na Xerox na Califórnia, continuou a fazer stand-up depois do trabalho em clubes e tornou-se atração regular da Laugh Factory. Depois de oito anos trabalhando na Xerox, Love decidiu se dedicar à comédia durante uma dispensa para evitar que outra pessoa perdesse o emprego. Love protagonizou uma série no VH1 chamada I Love the 2000s, na qual ela dá sua opinião sobre os destaques da cultura pop. Também foi painelista no talk show Chelsea Lately.
Love começou sua carreira na comédia em 2003, depois de aparecer em Star Search, chegando às finais e perdendo em uma competição acirrada para o vencedor John Roy. Desde então, apareceu em filmes e vários programas de televisão. Love foi nomeada "Hot Comic" em 2009 na revista Campus Activity e entrou na lista "Top 10 Comics to Watch" da revista Variety e na Comedy Central. Foi premiada com o Prêmio do Júri de melhor stand-up no US Comedy Arts Festival de 2003. Em 2008 Love tornou-se o correspondente da CNN para o programa D. L. Hughley Breaks the News e cobriu a posse do presidente Barack Obama.  No final de 2009, Love gravou seu primeiro especial de uma hora no Comedy Central, America's Sister, que foi ao ar em 8 de maio de 2010. Em julho de 2013, lançou seu primeiro livro de conselhos de comédia intitulado "Love Him Or Leave Him But Don't Get Stuck With The Tab".
Desde 2013, Love atua como uma das co-apresentadoras do talk show diurno The Real, originalmente ao lado de Adrienne Bailon, Tamar Braxton, Jeannie Mai e Tamera Mowry. Depois de estrear em 15 de julho de 2013 na Fox Television Stations, The Real foi renovado para o ano seguinte. Em 2015, ela apareceu no filme de comédia Paul Blart: Mall Cop 2, com Kevin James, e no filme de ação Bad Asses on the Bayou, com Danny Trejo e Danny Glover. Em 2016, ganhou a nona temporada do programa Worst Cooks in America, doando US$50.000 para sua instituição de caridade escolhida. Em 2018, Love e os co-apresentadores do The Real ganharam o Daytime Emmy Award de Melhor Apresentador de Talk Show de Entretenimento por seu trabalho.

## Filmografia
| Cinema       | Cinema                                   | Cinema                                                 | Cinema                                 |
| Ano          | Filme                                    | Papel                                                  | Notas                                  |
| ------------ | ---------------------------------------- | ------------------------------------------------------ | -------------------------------------- |
| 2019         | Adopt a Highway                          | Cher                                                   |                                        |
| 2016         | Mother's Day                             | Kimberly                                               |                                        |
| 2015         | Bad Asses on the Bayou                   | Carmen                                                 |                                        |
| 2015         | Paul Blart: Mall Cop 2                   | Donna Ericone                                          |                                        |
| 2014         | Gutshot Straight                         | Srta. Love                                             |                                        |
| 2014         | Bad Asses                                | Carmen                                                 |                                        |
| 2004         | Soul Plane                               | Shaniece                                               |                                        |
| 2004         | With or Without You                      | Garçonete                                              |                                        |
| Televisão    |                                          |                                                        |                                        |
| Ano          | Programa                                 | Papel                                                  | Notas                                  |
| 2021         | RuPaul's Drag Race                       | Ela mesma                                              | Jurada convidada                       |
| 2020         | RuPaul's Secret Celebrity Drag Race      | Ela mesma / Mary J. Ross                               | Participante                           |
| 2020         | The Funny Dance Show                     | Ela mesma                                              | Jurada                                 |
| 2017         | Kevin Can Wait                           | Yvette                                                 | Convidada (1 episódio)                 |
| 2011         | Mr. Young                                | Detetive Dr. Dimitria DaDoodoo II, esq. Ph.D. MD Ed.d. |                                        |
| 2016         | Heads Up!                                | Ela mesma                                              | Apresentadora (65 episódios)           |
| 2016         | Worst Cooks in America                   | Ela mesma                                              | Ganhadora                              |
| 2015         | American Dad!                            | Iris (voz)                                             | Convidada (1 episódio)                 |
| 2014         | The Ellen DeGeneres Show                 | Ela mesma                                              | Convidada regular & DJ                 |
| 2014         | I Love the 2000s                         | Ela mesma                                              |                                        |
| 2013–present | The Real                                 | Ela mesma                                              | Co-apresentadora e produtora executiva |
| 2012         | Bethenny                                 | Ela mesma                                              |                                        |
| 2011         | Whitney                                  | Nurse                                                  |                                        |
| 2011-2013    | Kickin' It                               | Marge                                                  | Recorrente (5 episódios)               |
| 2011–2013    | After Lately                             | Ela mesma                                              |                                        |
| 2010         | The Gossip Queens                        | Ela mesma                                              |                                        |
| 2009         | Wildest TV Show Moments                  | Ela mesma                                              |                                        |
| 2009         | D. L. Hughley Breaks the News            | Ela mesma                                              |                                        |
| 2008         | GSN Live                                 | Ela mesma                                              |                                        |
| 2008         | Phineas and Ferb                         | Ela mesma                                              | Disfarce de vendedora                  |
| 2008–2014    | Chelsea Lately                           | Ela mesma                                              | Panelist                               |
| 2008–2014    | TruTV Presents: World's Dumbest...       | Ela mesma                                              |                                        |
| 2008         | Chocolate News                           | Ela mesma                                              |                                        |
| 2008         | Comics Unleashed                         | Ela mesma                                              |                                        |
| 2007         | Wild 'n Out                              | Ela mesma                                              | 4ª temproada                           |
| 2006         | Thick and Thin                           | Viola                                                  |                                        |
| 2005         | The Tonight Show with Jay Leno           | Ela mesma                                              | Participação                           |
| 2005         | Weekends at the DL                       | Ela mesma                                              | Painelista                             |
| 2005         | Cuts                                     | Pepper                                                 | Convidada (1 episódio)                 |
| 2004–2007    | Ned's Declassified School Survival Guide | Lunch Lady                                             | Recorrente                             |
| 2004         | Girlfriends                              | Guest star                                             |                                        |
| 2004         | Redlight, Greenlight                     | Ela mesma                                              | Apresentadora                          |
| 2004         | Premium Blend                            | Ela mesma                                              |                                        |
| 2003–2004    | Hollywood Squares                        | Ela mesma                                              |                                        |
| 2003         | Star Search                              | Ela mesma                                              | Finalista                              |
| 2003         | I Love the '70s                          | Ela mesma                                              |                                        |
| 2003         | I Love the '80s Strikes Back             | Ela mesma                                              |                                        |

## Prêmios e indicações

### Daytime Emmy Award
Nota: O ano indicado é o ano da cerimônia
| Ano  | Prêmio | Trabalho indicado | Resultado |
| ---- | --- | ----------------- | --------- |
| 2016 | Melhor Apresentador de Talk Show de Entretenimento (compartilhado com Adrienne Bailon, Tamar Braxton, Jeannie Mai e Tamera Mowry) | The Real          | Indicada  |
| 2017 | Melhor Apresentador de Talk Show de Entretenimento (compartilhado com Adrienne Bailon, Tamar Braxton, Jeannie Mai e Tamera Mowry) | The Real          | Indicada  |
| 2018 | Melhor Apresentador de Talk Show de Entretenimento (compartilhado com Bailon, Jeannie Mai e Mowry)                                | The Real          | Venceu    |
| 2019 | Melhor Apresentador de Talk Show de Entretenimento (compartilhado com Bailon, Jeannie Mai e Mowry)                                | The Real          | Indicada  |